# L'alibi dell'ultima ora
L'alibi dell'ultima ora (Time Without Pity) è un film del 1957 diretto da Joseph Losey e tratto dall'opera teatrale Someone Is Waiting di  Emlyn Williams

## Trama
David Graham, un drammaturgo alcolizzato in fase di riabilitazione, torna in Inghilterra con un’unica, disperata missione: salvare il figlio Alec, condannato a morte per l’omicidio della fidanzata Jenny Cole. David ha vissuto lontano per anni, trascurando ogni legame col figlio e arrivando solo a processo concluso, dopo un lungo ricovero in un sanatorio in Canada. Alec, amareggiato, inizialmente rifiuta ogni contatto e sembra ormai rassegnato al suo destino. David, però, si convince dell’innocenza del figlio e si getta in un’indagine solitaria e convulsa per trovare nuove prove. Con l’aiuto del legale Jeremy Clayton, visita prima la sorella della vittima, poi la villa di Robert Stanford, potente magnate dell'automobile, nella cui casa Jenny è stata uccisa. La famiglia Stanford – Robert, la sua enigmatica moglie Honor e il figlio adottivo Brian, migliore amico di Alec – rappresenta l’unico vero punto di riferimento affettivo che il ragazzo abbia mai avuto. David si muove tra ostilità, alleati ambigui e silenzi ostinati, cercando di ricostruire una verità che sembra sempre più sfuggente. L’intima vicinanza tra Alec e Honor, rivelata in un incontro in carcere, getta nuove ombre su ciò che è realmente accaduto. Anche Vickie Harker, giovane segretaria di Stanford, e il padre di lei, Maxwell, si rivelano figure chiave nella complessa rete di relazioni attorno all’omicidio. Quando l’alibi fornito da Stanford comincia a vacillare, David scopre che l’uomo è disposto a tutto pur di salvare la propria reputazione, persino a corrompere. Spinto all’estremo, David dovrà compiere una scelta radicale per dimostrare la verità e restituire al figlio ciò che gli ha sempre negato: una prova concreta d’amore e sacrificio.

## Riconoscimenti
- 1958 - British Academy Film Awards
  - Candidatura per il BAFTA al miglior attore protagonista a Michael Redgrave